# Oko-Juwoi jezik
Oko-Juwoi jezik (junoi, juwoi, oku-juwoi; ISO 639-3: okj), izumrli jezik istoimenog plemena iz unutrašnjosti otoka Middle Andaman u Andamanima, Indija. Pripadao je centralnoj podskupini velikoandamanskih jezika, andamanska jezična porodica.

## Vanjske poveznice
- Ethnologue (14th)
- Ethnologue (15th)